# Портолан
Портолан су карте за навигацију засноване на компасу које су помагале пилотима на мору. Први Портолан је направљен у тринаестом веку у Италији, а касније је направљен и у Шпанији и Португалу. У петнаестом и шеснаестом веку им је унапређена картографска прецизност. С обзиром на широку конкуренцију, Португал и Шпанија сматрају да те мапе треба да буду државна тајна.

## Изглед
Портолан мапе биле су засноване на записима средњовековних Европљана који су пловили на Медитерану и црноморској обали. Такве мапе су касније припремљене за приморске ресурсе у Атлантику и Индијском океану. На почетку доба Великиг географских открића, мапе су прављене за обале Африке, Бразила, Индије и Малајског пролаза. Портолан графикони показују приобалне функције и луке.
Портолан мапе имале су равне линије које су укрштене и показивале су тридесет два правца (стране света). На главној линији оријентисан је Магнетни северни пол. Те линије произведене су у различитим епохама, због природне промене Земљине магнетне деклинације. Ове линије су сличне компасу. Дијаграми под условом имају реалне приказе обале. Портолан графикони нису узели у обзир кривину Земље. Нису били од помоћи као навигационе алатке за прелазак у отворени океан. Портолан графикони су најкориснији у идентификацији малог простора и такође су корисни за навигацију на мањим воденим површинама, као што су Медитеран, Црно или Црвено море.

## Историја
Најстарији постојећи портолан графикон је Карта Писана, који потиче из 1296. године, а најстарије сачувани портолан графикон сачинио је Анђелино Дулчерт из 1339. године. Постоје 2 портолан листе, прва је наутичка а друга је и наутичка и географска (са информацијама и детаљима унутрашњости). По свом пореклу, Катов разликује три породице портолан графикона:
- италијански (развијен у Ђенови, Венецији и Риму),
- каталонски (развијен у Мајорци, као главни центар производње) и
- португалски (развијен из каталонске традиције).

## Галерија
- Европа и Медитеран 1521-1525
- Мапа Европе 1504.
- Црно море 1559.
- Скандинавија 1539.